# Kerstin Isedal
Kerstin Ann-Mari Isedal, född Nilsson den 4 juli 1928 i Linköpings församling, död 2 januari 2023 i Hässelby distrikt i Stockholm, var en svensk skådespelare.
Isedal medverkade i ett antal uppsättningar på Teatern i Gamla stan 1953–1954, bland annat Woyzeck i regi av Bengt Lagerkvist. Hon var under en tid på 1950-talet gift med skådespelaren Tor Isedal.